# Marc López
Pour les articles homonymes, voir López.
Marc López Tarrès, né le 31 juillet 1982 à Barcelone, est un joueur de tennis espagnol, professionnel de 1999 à 2023. Spécialiste du double, il remporte notamment en 2012 les Masters avec Marcel Granollers, Roland-Garros en 2016 avec Feliciano López et la médaille d'or aux Jeux olympiques de Rio avec Rafael Nadal.
Depuis décembre 2021, il est le troisième entraineur de Rafael Nadal.

## Carrière
Spécialiste de double, il a remporté 14 titres et atteint 19 autres finales sur le circuit ATP.
Son meilleur classement en double est une 3e place mondiale en janvier 2013.
Ses partenaires principaux sont Marcel Granollers, Rafael Nadal, David Marrero et Feliciano López.
En 2012, après avoir remporté les Masters d'Indian Wells et de Rome, il est qualifié pour le Masters avec Marcel Granollers et s'y impose pour sa première participation.
En 2014, il a atteint la finale des tournois de Roland-Garros et de l'US Open avec Marcel Granollers mais s'y incline à chaque fois.
En 2016, accompagné par Feliciano López, il remporte son premier titre du Grand Chelem à Roland-Garros, en battant Bob et Mike Bryan en finale, sur le score de 6-4, 67-7, 6-3. Ils ont notamment sauvé 6 balles de match en quart de finale face à la paire française composée de Julien Benneteau et d'Édouard Roger-Vasselin, avant de l'emporter en trois manches (3-6, 6-4, 7-67).
Il a joué en Coupe Davis avec l'équipe d'Espagne, notamment lors de la finale de l'édition 2012 face à la République tchèque où il perd son match de double.
Le 12 août 2016, Marc López et Rafael Nadal remportent la médaille d'or en double aux Jeux olympiques de Rio.
Le 11 décembre 2021, on apprend qu'il intègre le staff de Rafael Nadal comme étant son troisième entraineur.
Il joue son dernier match en double avec Carlos Alcaraz où il est battu au deuxième tour du Tournoi de tennis de Madrid 2022, le 4 mai 2022 contre la paire Wesley Koolhof / Neal Skupski (3-6, 6-3, 7-10).
Le 31 décembre 2023, il joue à nouveau un match en double avec Rafael Nadal, qu'il entraine, lors du premier tour du Tournoi de Brisbane.

## Parcours dans les tournois duGrand Chelem

### En simple
| Année | Open d'Australie | Open d'Australie | Internationaux de France | Internationaux de France | Wimbledon       | Wimbledon       | US Open | US Open |
| ----- | ---------------- | ---------------- | ------------------------ | ------------------------ | --------------- | --------------- | ------- | ------- |
| 2003  | —                | —                | 2e tour (1/32)           | Jiří Novák               | —               | —               | —       | —       |
| 2004  | —                | —                | 1er tour (1/64)          | C. Rochus                | 1er tour (1/64) | Sargis Sargsian | —       | —       |
| 2005  | —                | —                | —                        | —                        | —               | —               | —       | —       |
| 2006  | —                | —                | —                        | —                        | —               | —               | —       | —       |
| 2007  | —                | —                | —                        | —                        | —               | —               | —       | —       |
| 2008  | —                | —                | 1er tour (1/64)          | Jarkko Nieminen          | —               | —               | —       | —       |

N.B. : à droite du résultat se trouve le nom de l'ultime adversaire.

### En double
| Année | Open d'Australie                 | Open d'Australie            | Internationaux de France      | Internationaux de France       | Wimbledon                        | Wimbledon                      | US Open                     | US Open                  |
| ----- | -------------------------------- | --------------------------- | ----------------------------- | ------------------------------ | -------------------------------- | ------------------------------ | --------------------------- | ------------------------ |
| 2009  | —                                | —                           | 1/4 de finale T. Robredo      | Bob Bryan Mike Bryan           | 1er tour (1/32) D. Ferrer        | J. Coetzee Jordan Kerr         | —                           | —                        |
| 2010  | 1er tour (1/32) S. Ventura       | J. Melzer P. Petzschner     | 1/4 de finale Pere Riba       | W. Moodie Dick Norman          | 2e tour (1/16) D. Marrero        | J. Knowle Andy Ram             | 1er tour (1/32) Pere Riba   | Mardy Fish M. Knowles    |
| 2011  | 1er tour (1/32) N. Almagro       | D. Bracciali P. Starace     | 2e tour (1/16) D. Marrero     | C. Kas A. Peya                 | 2e tour (1/16) D. Marrero        | S. Aspelin Paul Hanley         | 1/8 de finale M. Granollers | C. Fleming R. Hutchins   |
| 2012  | 2e tour (1/16) D. Marrero        | M. Llodra N. Zimonjić       | —                             | —                              | 1er tour (1/32) M. Granollers    | J. Marray F. Nielsen           | 1/2 finale M. Granollers    | Leander Paes R. Štěpánek |
| 2013  | 1/2 finale M. Granollers         | Robin Haase Igor Sijsling   | 1/4 de finale M. Granollers   | M. Llodra N. Mahut             | 1er tour (1/32) M. Granollers    | J. S. Cabal Robert Farah       | 1/8 de finale M. Granollers | T. C. Huey D. Inglot     |
| 2014  | 2e tour (1/16) M. Granollers     | Max Mirnyi M. Youzhny       | Finale M. Granollers          | J. Benneteau É. Roger-Vasselin | 1/8 de finale M. Granollers      | M. Llodra N. Mahut             | Finale M. Granollers        | Bob Bryan Mike Bryan     |
| 2015  | 1er tour (1/32) M. Granollers    | A. Krajicek D. Young        | 1er tour (1/32) M. Granollers | Robin Haase M. Youzhny         | 2e tour (1/16) M. Granollers     | Łukasz Kubot Max Mirnyi        | 1/8 de finale M. Granollers | P.-H. Herbert N. Mahut   |
| 2016  | 2e tour (1/16) F. López          | M. Cecchinato Andreas Seppi | Victoire F. López             | Bob Bryan Mike Bryan           | 1er tour (1/32) A. Ramos-Viñolas | J. Benneteau É. Roger-Vasselin | 1/2 finale F. López         | P. Carreño G. García     |
| 2017  | 1/8 de finale F. López           | P. Carreño G. García        | 1er tour (1/32) F. López      | J. Peralta H. Zeballos         | 1er tour (1/32) F. López         | Matt Reid J.-P. Smith          | Finale F. López             | J.-J. Rojer Horia Tecău  |
| 2018  | 2e tour (1/16) F. López          | B. McLachlan J.-L. Struff   | 1/2 finale F. López           | Oliver Marach Mate Pavić       | 1er tour (1/32) D. Ferrer        | A.-U.-H. Qureshi J.-J. Rojer   | 2e tour (1/16) F. López     | C. Harrison R. Harrison  |
| 2019  | 1er tour (1/32) F. López         | Leonardo Mayer João Sousa   | 1er tour (1/32) M. Granollers | F. Delbonis G. Durán           | —                                | —                              | —                           | —                        |
| 2020  | 1er tour (1/32) A. Ramos-Viñolas | Chris Guccione Matt Reid    | —                             | —                              | Annulé                           | Annulé                         | —                           | —                        |
| 2021  | 1er tour (1/32) P. Carreño Busta | Ivan Dodig Filip Polášek    | 1er tour (1/32) Jürgen Melzer | R. Arneodo Benoît Paire        | 1er tour (1/32) F. López         | A. Göransson Casper Ruud       | —                           | —                        |

N.B. : le nom du partenaire se trouve sous le résultat ; le nom des ultimes adversaires se trouve à droite.

### En double mixte
| Année | Open d'Australie         | Open d'Australie           | Internationaux de France      | Internationaux de France    | Wimbledon                   | Wimbledon                   | US Open                         | US Open                     |
| ----- | ------------------------ | -------------------------- | ----------------------------- | --------------------------- | --------------------------- | --------------------------- | ------------------------------- | --------------------------- |
| 2010  | —                        | —                          | 1er tour (1/16) A. Medina     | K. Srebotnik N. Zimonjić    | —                           | —                           | 1er tour (1/16) A. Medina       | Lisa Raymond Wesley Moodie  |
| 2011  | 1er tour (1/16) R. Vinci | K. Srebotnik D. Nestor     | 2e tour (1/8) A. Medina       | E. Makarova Bruno Soares    | 1er tour (1/32) A. Parra    | Jocelyn Rae Colin Fleming   | —                               | —                           |
| 2012  | —                        | —                          | —                             | —                           | 1er tour (1/32) J. Husárová | Tamira Paszek Julian Knowle | —                               | —                           |
| 2013  | —                        | —                          | —                             | —                           | —                           | —                           | —                               | —                           |
| 2014  | —                        | —                          | 1er tour (1/16) A. Hlaváčková | K. Srebotnik R. Bopanna     | —                           | —                           | —                               | —                           |
| 2015  | —                        | —                          | 1er tour (1/16) A. Hlaváčková | M. J. Martínez R. Lindstedt | —                           | —                           | —                               | —                           |
| 2016  | 1er tour (1/16) A. Parra | Sara Errani Fabio Fognini  | —                             | —                           | —                           | —                           | 1er tour (1/16) A. Parra        | Nicole Gibbs Dennis Novikov |
| 2017  | —                        | —                          | —                             | —                           | —                           | —                           | 1er tour (1/16) A. Parra        | Chan Yung-jan N. Zimonjić   |
| 2018  | 1er tour (1/16) A. Parra | Casey Dellacqua John Peers | —                             | —                           | —                           | —                           | 1er tour (1/16) L. Arruabarrena | Květa Peschke Rajeev Ram    |

N.B. : le nom de la partenaire se trouve sous le résultat ; le nom des ultimes adversaires se trouve à droite.

## Participation auxMasters

### En double
| Année | Ville              | Surface    | Partenaire        | Résultats | Résultat final    |
| ----- | ------------------ | ---------- | ----------------- | --------- | ----------------- |
| 2012  | Londres (O2 Arena) | Dur indoor | Marcel Granollers | 4v, 1d    | Vainqueur         |
| 2013  | Londres (O2 Arena) | Dur indoor | Marcel Granollers | 1v, 2d    | Éliminé en poules |
| 2014  | Londres (O2 Arena) | Dur indoor | Marcel Granollers | 1v, 2d    | Éliminé en poules |
| 2016  | Londres (O2 Arena) | Dur indoor | Feliciano López   | 1v, 2d    | Éliminé en poules |

## Classements ATP en fin de saison
| Année          | 2000 | 2001 | 2002 | 2003 | 2004 | 2005 | 2006 | 2007 | 2008 | 2009 | 2010 | 2011 | 2012 | 2013 | 2014 | 2015 | 2016 | 2017 | 2018 | 2019 | 2020 |
| Rang en simple | 315  | 123  | 189  | 143  | 142  | 215  | 201  | 206  | 249  | 350  | 722  | 1137 | -    | 1014 | 1024 | -    | -    | -    | -    | -    | -    |
| Rang en double | 551  | 249  | 240  | 611  | 203  | 641  | 309  | 151  | 158  | 62   | 15   | 37   | 6    | 11   | 9    | 32   | 10   | 20   | 31   | 191  | 328  |

Source : (en) Classements de Marc López sur le site officiel de la Fédération internationale de tennis